# Brachycentrus solomoni
Brachycentrus solomoni är en nattsländeart som beskrevs av Oliver S. Flint Jr. 1984. Brachycentrus solomoni ingår i släktet Brachycentrus och familjen bäcknattsländor. Inga underarter finns listade i Catalogue of Life.